# Diners Club International
Diners Club International (основана под названием Diners Club) — компания, выпускающая пластиковые карты. Основана 28 января 1950 года Фрэнком К. Макнамарой, Альфредом Блумингдейлом, и Ральфом Снайдером. После своего образования стала первой в мире независимой кредитной компанией, которая начала работать с кредитными картами, ориентированными в первую очередь для оплаты путешествий и развлечений.

## История
В 1949 году Фрэнк Макнамара, директор кредитной компании Hamilton Credit Corporation, не смог расплатиться за обед в нью-йоркском ресторане, так как обнаружил, что оставил бумажник в другом пиджаке. Результатом неловкой ситуации стала идея основать клуб Diners Club, клуб ресторанных завсегдатаев. Цель — дать возможность посетителям не ограничиваться наличностью, которая у них есть при себе.
Суть: клуб выдает своим членам кредитные карты для расчета в ресторанах, которые заключили с ним договор; выступает поручителем по обязательствам своих членов перед торговыми партнёрами и оплачивает выставленные счета; члены клуба раз в месяц получают выписку по совершенным транзакциям и в течение двух недель выплачивают клубу всю сумму. При этом часть операционных расходов должен нести партнёр клуба (карта увеличивает его выручку при отсутствии риска), для чего была введена комиссия (5—7 % от суммы покупки), которую выплачивал продавец, принимающий карту, её эмитенту, и ежегодный сбор за выпуск и обслуживание карты (5 $). Компания Diners Club начала свою деятельность 28 января 1950 года с начальным капиталом в 75 тыс. $.
Карты представляли собой бумажный прямоугольник и изначально распространялись среди постоянных клиентов ресторанов и друзей основателей. К концу 1950 года у компании было около 20 тыс. клиентов, карточки принимались в 285 ресторанах.
С середины 1950-х компания начала международную деятельность, став первой международной платежной системой, работающей с кредитными картами.
В 1955 году компания Diners Club вышла на Американскую фондовую биржу.
В 1981 году Diners Club была приобретена Ситибанком, входящим в CitiGroup.
В 2004 году началось сотрудничество между Diners Club и МПС MasterCard. Пластиковые карты Diners Club, выпущенные в США и Канаде, приобрели логотип MasterCard и 16-значный номер счета. Они могут использоваться в любой точке, принимающей карты MasterCard.
1 июля 2008 года Diners Club International была продана за 165 млн $ компании Discover Financial Services.

## Приобретение компанией Discover Financial Services
По сделке, завершённой 1 июля 2008 года, компания Discover Financial Services выкупила Diners Club International у Ситибанка за 165 млн долларов. О предстоящей продаже объявили в апреле 2008 и она была одобрена правительством США в мае того же года. Путём слияния сетей North American Discover и International Diners Club, Discover создала глобальную платёжную систему. Банк Discover не планировал сам эмитировать карты под брендом Diners Club, которые по-прежнему выпускались лицензиатами Diners Club International.
В 2011 году Discover стала размещать свой логотип на картах Diners Club. Некоторые платёжные системы, подобные PayPal, могут работать только с новыми картами Diners Club, имеющими логотип Discover.

## Североамериканская франшиза

### Сотрудничество с MasterCard
В 2004 году Diners Club объявил о соглашении с MasterCard. Карты, выпускаемые Diners Club в США и Канаде, теперь несли на себе логотип MasterCard и имели на лицевой стороне 16-значный номер карты, а также стали приниматься везде, где обслуживались карты MasterCard. Карты из других стран продолжали использовать 14-значный номер и логотип MasterCard на оборотной стороне. Однако, после продажи Diners Club International компании Discover Financial Services, эти карты несли на оборотной стороне логотип Discover.

### Carte Blanche
Платёжная система Carte Blanche, принадлежала Hilton Hotels, её карты для оплаты путешествий и развлечений составляли конкуренцию картам American Express и Diners Club. Хилтон на короткий период в 1960-х продали свою компанию Ситибанку и выкупили в 1979 году. Обслуживание этих карт было свёрнуто в конце 1980-х.
На протяжении большей части 1960-х и 1970-х годов карты Carte Blanche считались более престижными для путешествий и развлечений, чем карты American Express или Diners Club, хотя небольшая клиентская аудитория препятствовала успеху этой карты. Carte Blanche также была первой картой, с которой была реализована программа «Золотая карта», первоначально обозначавшая держателей таких карт как наиболее активных клиентов и вовремя платящих по счетам. В 2000 году название Carte Blanche было возрождено в США, когда Diners Club была приобретена Ситибанком в 1981 году, представив версию карты высокого уровня: карту Diners Club Carte Blanche. Эта платёжная карта по своему уровню соответствовала платиновым картам American Express. Годовое обслуживание карты стоило 300 долл. и оно предлагало обширный перечень льгот для состоятельных туристов. Они принимаются там же, где и обычные карты Diners Club. Несмотря на то, что Diners Club требует полной оплаты задолженности в течение 30 дней, по корпоративным счетам оплата может быть внесена в течение 60 дней без начисления штрафов.

### enRoute
Diners Club расширил свою клиентскую базу в Канаде, приобретя в 1992 году у Air Canada карточный бизнес enRoute, и продавая определённое время карты под общим названием «Diners Club/en route Card». Бизнес enRoute оценивался в более чем 400 млн долларов. Diners Club остаётся незначительным игроком в Канаде.

## Приобретение Банком Монреаля
В ноябре 2009 года Ситибанк объявил, что североамериканская франшиза Diners Club International будет продана Bank of Montreal. Сделка давала Банку Монреаля эксклюзивные права на выдачу карт Diners в США и Канаде. В то время банк сообщал, что Diners Club хорошо вписывается в существующий бизнес коммерческих карт, добавляя, что коммерческие карты остаются одним из наиболее быстро растущих сегментов в бизнесе кредитных карт.

## Швейцарская и немецкая франшиза
По сделке, закрытой 6 августа 2010, Ситибанк продал швейцарскую и немецкую франшизы частной инвестиционной группе, возглавляемой Anthony J. Helbling.

## Британская и ирландская франшиза
7 августа 2012 Citigroup Inc. объявила о продаже франшизы Diners Club в Великобритании и Ирландии частной инвестиционной группе Affiniture Cards Ltd.